# Michele Reale
Michele Reale (Biella, 14 giugno 1971) è un golfista italiano.

## Carriera
Dopo aver vinto il campionato europeo under 20 Championship come dilettante nel 1991, è diventato professionista, l'anno successivo vince subito nel 1992 il campionato italiano professionisti. Nel 1997 vince l'ordine di merito europeo challenge tour stabilendo un record nella money list.  Sempre nel 1997 vince l'open delle canarie e l'open di Russia il più grosso  
Torneo de challenge tour. dopo aver giocato per molti anni nell'Europen tour e challenge tour e japan tour lascia i tornei. È stato per molti anni sicuramente uno dei migliori giocatori italiani e senza dubbio uno dei swing più belli in assoluto
Dopo aver smesso le competizioni agonistiche si occupa della scuola di famiglia, la REALEGOLFSCHOOL una delle scuole più importanti in Italia
Attualmenta si dedica  principalmente all’insegnamento presso il Golf Club Monticello
Nel 2018 diventa Campione Italiano maestri
Nel 2022 diventa campione Italiano Maestri 
Nel 2023 Vincitore Europeo Team 

## Vittorie in carriera

### Challenge Tour
1 vincitore  ordine di merito challenge tour
- 1997 1 vincitore  Canarias open Challenge,

1 vincitore  Sovereign Russian Open
1 vincitore campionato italiano 
under 25
1 vincitore campionato italiano maestri 2018

### Altro
- 1991 Italian PGA Championship, Italian Under 20 Championship (both as an amateur)
- 1992 Italian Professional Championship
- 1994 Italian Under 25 Championship